# Раасо
Раасо — город в регионе Сомали в Эфиопии. Раасо расположен вдоль дороги Ими-Гинир. Раасо — это и название региона, и название города. Другие поселения или небольшие города вокруг города Раасо — это Буундада, которая находится на реке Шабель, Дейли и другие. Район характеризуется густым холмистым лесом с сезонными реками поблизости, которые могут нести воду после дождей, и где легко вырыть неглубокие колодцы, чтобы получить воду в течение года.

## Пожар
Город был частично сожжён в 2011 году, и, по словам его старейшин, сожжение города было политически мотивированным он обвинил региональную администрацию, которая находится в Джиджиге. Кроме того, в пресс-релизе, организованном старейшинами города, говорится, что группа «возлагает на президента Сомалийского Регионального Органа ответственность за пожар, уничтоживший деловой центр в Раасо и имущество стоимостью более 100 миллионов». Что «после тщательного расследования они полагали, что у них есть чёткие доказательства того, что сожжение в деловом районе Раасо было заказано президентом региона Абди Мохамедом Илеем и было совершено его племенным ополчением, замаскированным под охрану».